# Berthout
Berthout, of gespeld Berthoud, is een riddergeslacht uit de middeleeuwen waarvan de oudste bewaard gebleven vermelding uit de 11e eeuw stamt, betreffende de heerlijkheid Grimbergen. Na een hoogtepunt in de 12e eeuw stierf het geslacht uit in de 13e eeuw. Hun gebied, het "Land van Grimbergen", strekte zich uit van de Schelde tot aan de Rupel in Mechelen en Leuven en de Dender in Dendermonde.

## Ontstaan
Wouter van Grimbergen (of Wouter I Draeckenbart) wordt als de stamvader van het geslacht beschouwd, en wordt voor het eerst vermeld in 1096, als voorlaatste getuige bij een schenking van de invloedrijke aristocrate Ida van Verdun aan de abdij van Affligem. Hij was waarschijnlijk heer van Grimbergen en Mechelen. Mechelen was toen leengoed van de bisschoppen van Luik. De macht van de familie groeide geleidelijk, met o.a. de stichting van de abdij van Grimbergen tussen 1126 en 1128. Zij oefenden het tolrecht over de Zenne uit. Sommige Berthouts uit de eerste generaties namen ook deel aan de kruistochten in het Heilige Land. Als soldaten stonden hen meiseniers ter beschikking, boeren die in ruil voor enkele privileges militaire diensten verleenden.

## Grimbergse oorlogen

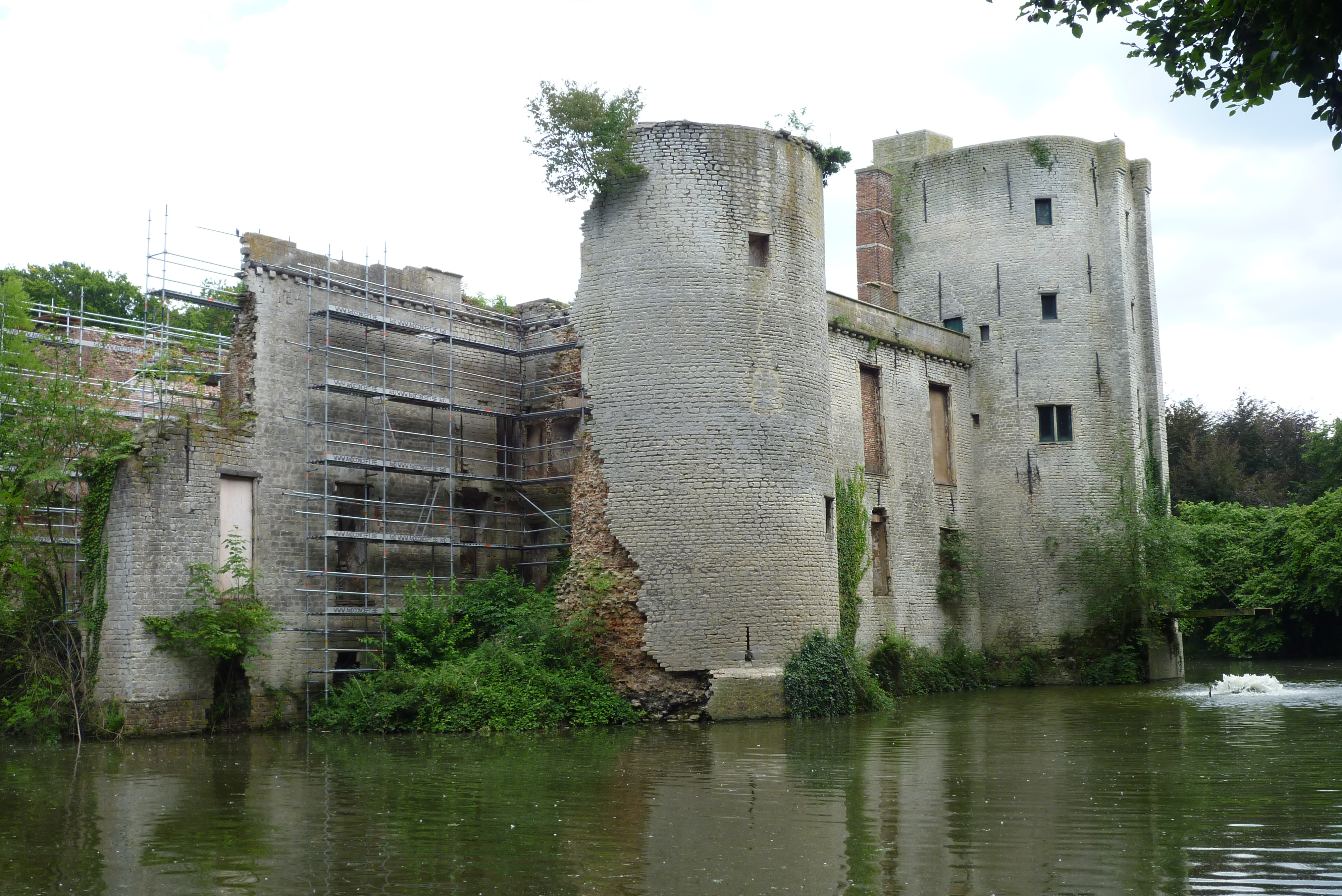
Ruïnes van het kasteel van Grimbergen. Op het einde van de 13e eeuw of begin 14e eeuw bouwden de nakomelingen van de Berthouts een kasteel dat vanaf Filips Frans van Glymes (17e eeuw) het Prinsenkasteel ging heten.

De Berthouts probeerden, vanuit hun stamburcht te Grimbergen, zich te ontvoogden van de graven van Leuven in het landgraafschap Brabant. Dit mondde uit in de Grimbergse Oorlogen (1139-1159). Uiteindelijk moesten de Berthouts het onderspit delven: Godfried III van Leuven liet de motte van de Berthouts in Borgt tot de grond toe afbranden. Nadien werden de Berthouts vazal van de hertogen van Brabant.

## Noordelijke uitbreiding en status
Parallel met het falen van hun ontvoogdingsstrijd in Brabant concentreert het geslacht zich meer op de heerlijkheid Mechelen, waar ze echter moeten wedijveren met Hendrik III van Gelre. Hun macht in de regio groeit gestaag en zij worden heren van Duffel, Tielen, Geel, Keerbergen, Berlaar, Walem, Ranst, Berchem, Hingene en Boechout. Hun heerlijke rechten reiken zelfs tot Mol, waar ze het gehucht Millegem kunnen buitmaken op de heren van Mol.
Een beleningsakte uit 1269 waarin de afspraak is vastgelegd dat hertog Jan I van Brabant de heerlijkheid Venloon met woeste gronden, heide en moeren in leen geeft aan Willem van Hoorne met de daarbij horende rechten en bevoegdheden zoals de hogere en lagere rechtspraak, is bezegeld door Wouter Berthout, heer van Mechelen en door Gillis Berthout. Hendrik van Berthout was een van de ondertekenaars en zegelaars van de beroemd geworden keure horend bij de Blijde Inkomst in Leuven (1356) van Johanna van Brabant en Wenceslaus van Luxemburg, de nieuwe heersers van het hertogdom Brabant.

## Uitsterven

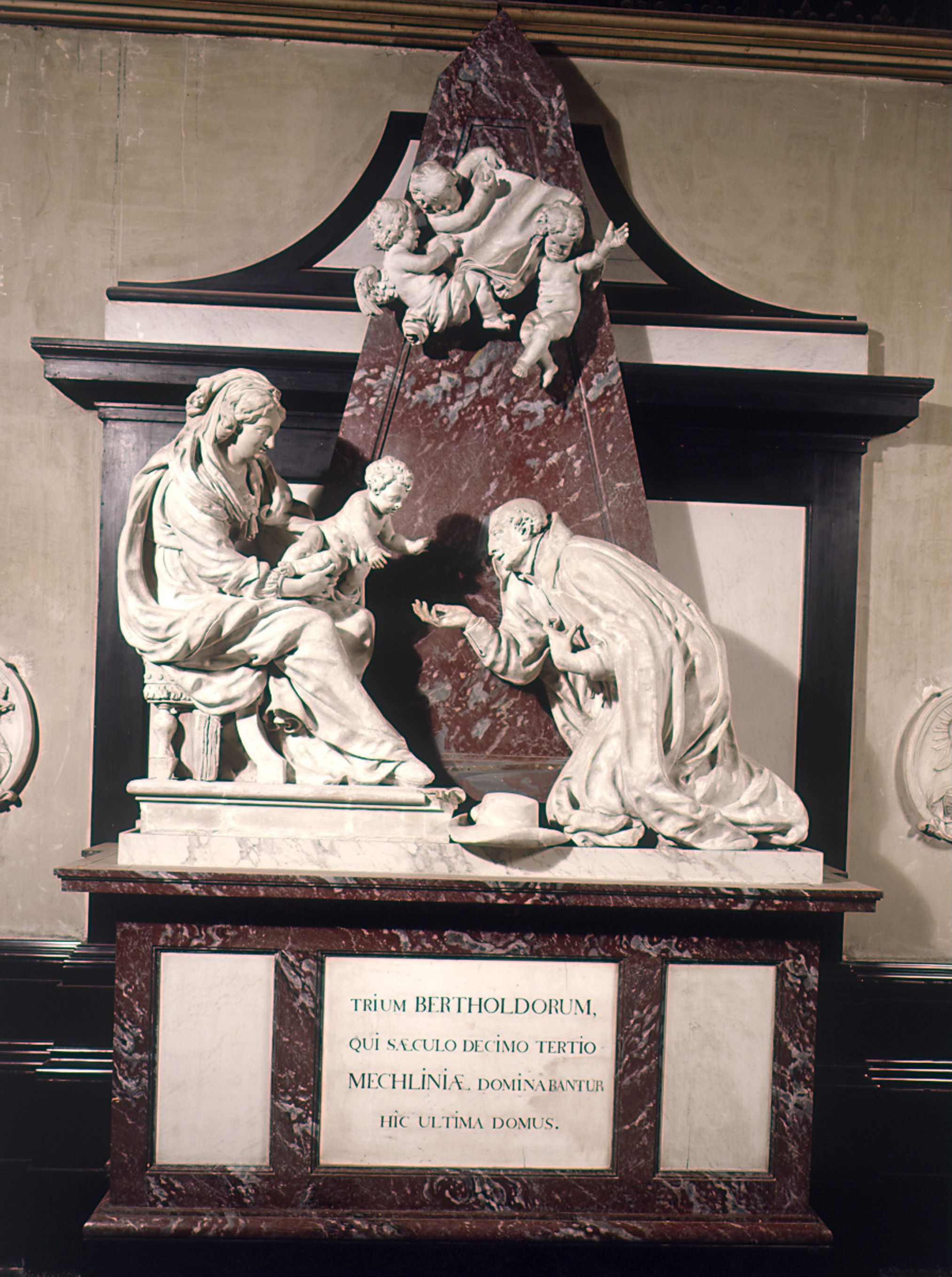
Grafmonument van de familie Berthout in de Sint Romboutskathedraal Mechelen - De Maagd met kind en sint Ignatius, Lucas Faydherbe

Wouter VII Berthout, heer van Mechelen, sterft in 1288. De afstamming van twee van zijn zonen sterft vrij snel uit, zodat slechts een mannelijke afstammeling overblijft, Floris, die zelf geen zonen heeft: zijn dochter, Sophie Berthout, huwt met Reinald II van Gelre. Daarmee komt een einde aan het Berthoutsgeslacht in Mechelen. De broer van Wouter V, Hendrik Berthout, heeft nog wel mannelijke afstammelingen, maar deze familie noemt zich eerst Berthout van Duffel, om dan in de 14e eeuw alleen van Duffel als naam te gebruiken. Het is deze tak van de familie die heersten over heerlijkheid Tielen.
Een andere Berthout, Willem Berthout van Mechelen (wellicht een zoon van Wouter VII Berthout), werd benoemd tot bisschop van Utrecht.

## Personen
- Wouter I Berthout (ca. 1076-1120), heer van Grimbergen en stamvader van de Berthouts, nam deel aan een kruistocht
- Arnoud (Arnulf) Berthout (ca. 1100 - 1147), heer van Grimbergen, had (in 1142) twee zonen, Gerard en Wouter (II)[2]
- Wouter II Berthout (?-1180)
- Wouter III Berthout (?-1201), heer van Grimbergen
- Hendrik I Berthout (ca. 1161 - 1253)
- Jacob Berthout (?-1275)
- Wouter IV Berthout (ca. 1150 – wsch. 1220), heer van Grimbergen, nam deel aan een kruistocht
- Gielis "Met den Baard" Berthout (?-?), broer van Wouter IV, deed in 1236 een schenking aan de monniken van Cîteaux[3]
- Wouter V Berthout (?-1243)
- Wouter VI Berthout (?-1286), bijgenaamd De Grote, heer van Mechelen -  en advocatus ecclesiae, behartiger van seculiere belangen voor (of de facto naast) het kerkelijk gezag van Mechelen[2]
- Wouter VII Berthout (?-1288)
- Willem Berthout van Mechelen (ca. 1245-1301), bisschop van Utrecht
- Jan Berthout (?-1304), heer van Mechelen
  - Jan Berthout, heer van Grimbergen (correspondentie met oudste zoon Jan, in februari 1293)[4]
  - Jan Berthout, heer van Nekkerspoel (gehucht bij Mechelen) (correspondentie met vader Jan, in februari 1293)[4]
- Gielis Berthout (?-1310), heer van Mechelen
- Floris Berthout (?-1331), heer van Mechelen

## Genealogie
Godfried Croenen geeft de "Genealogie van de familie Berthout" als volgt:
1. Wouter I (= supra "Wouter II") Berthout (1140, +1180) x Margaretha van Grimbergen
2. Wouter II (= supra "Wouter III") Berthout (1178, +1202), zoon x Guda van Loon (1169-1202)
3. Wouter III (= supra "Wouter IV") Berthout, heer van Mechelen (1195, +1220), zoon x Sofie (van Holland?) (1200-1220)
4. Wouter IV (= supra "Wouter V") Berthout, heer van Mechelen (1216, +1243), zoon x Adeloia van Edingen (1224-1233), enz.

Het onderzoek van Godfried Croenen over de Familie Berthout en de Brabantse adel werd in 1988 bekroond met de Historische Prijs van de stad Helmond en in 1996 door de Koninklijke Academie van België met de prijs van de Klasse der Letteren.